# Retinografia

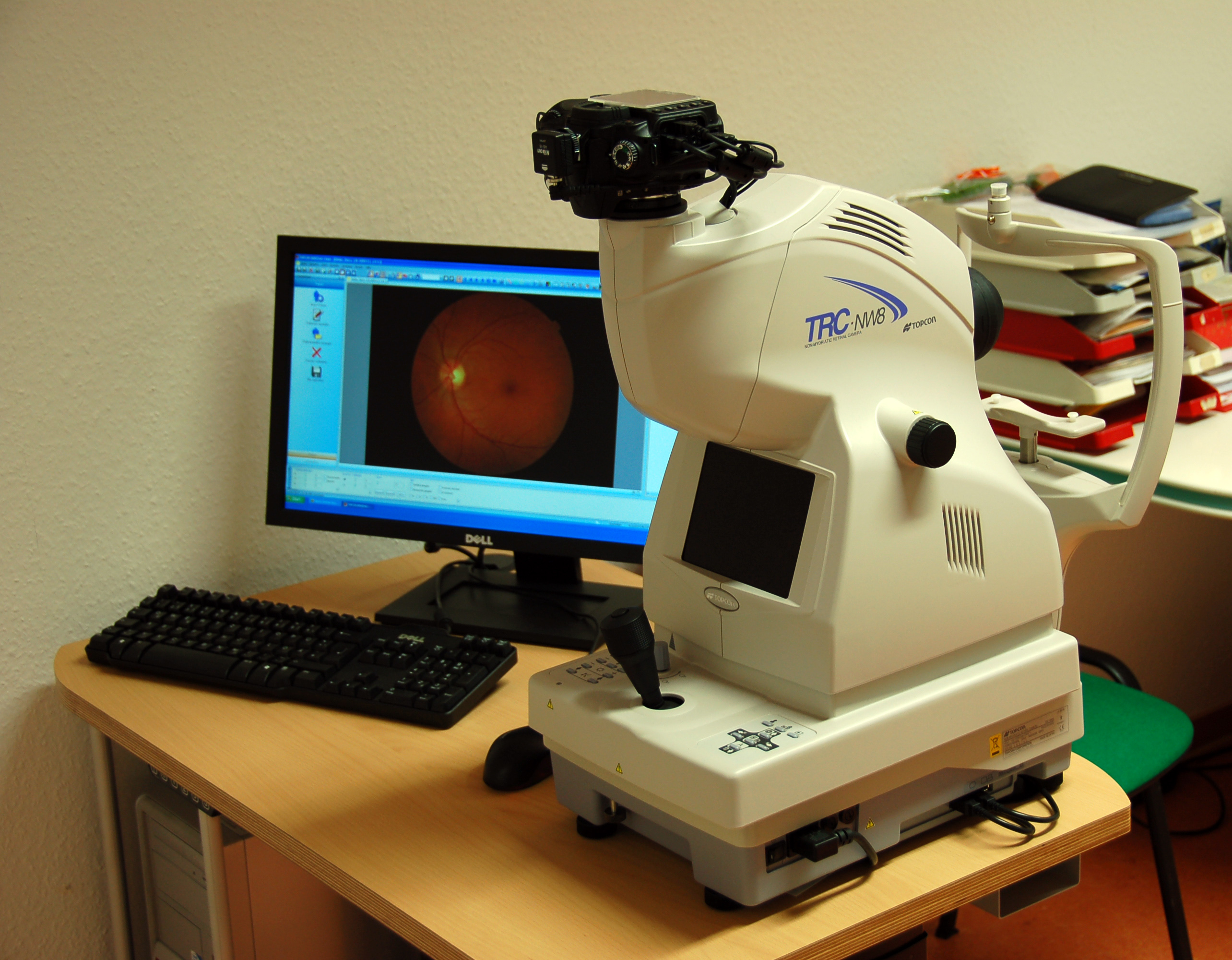
càmera de fons

La retinografia  és una tècnica que s'utilitza en medicina per obtenir fotos en color de la retina. La retina és la capa de teixit sensible a la llum que es troba a l'interior de l'ull, gràcies a la qual és possible la visió.
Mitjançant aquest procediment es poden detectar diferents malalties que afecten la retina, com la retinopatia diabètica, la retinopatia hipertensiva, la retinosi pigmentària i la degeneració macular associada a l'edat.
D'igual forma que en altres tècniques mèdiques, les imatges obtingudes poden ser tractades digitalment, la qual cosa facilita el seu emmagatzemar, anàlisi posterior i seguiment de l'evolució de les possibles patologies.
Aquest sistema ha demostrat la seva utilitat per a la detecció primerenca de la retinopatia diabètica que és una malaltia ocular que afecta els pacients amb diabetis mellitus i constitueix una de les principals causes de ceguesa als països desenvolupats.
La retinografia és una prova senzilla, útil, segura i molt còmoda per al pacient. L'única molèstia que ocasiona és la relacionada amb la necessitat de dilatar la pupil·la mitjançant gotes per aconseguir imatges de qualitat.